# Denkmalgeschützte Objekte im Bezirk Hermagor
Im Bezirk Hermagor bestehen 173 denkmalgeschützte Objekte. Die unten angeführte Liste führt zu den Gemeindelisten und gibt die Anzahl der Objekte an.
| Gemeindeliste           | Objektanzahl |
| ----------------------- | ------------ |
| Dellach                 | 12           |
| Gitschtal               | 7            |
| Hermagor-Pressegger See | 49           |
| Kirchbach               | 20           |
| Kötschach-Mauthen       | 30           |
| Lesachtal               | 35           |
| Sankt Stefan im Gailtal | 20           |